# Herman Pieter de Boer
Herman Pieter de Boer (Rotterdam, 9 februari 1928 – Eindhoven, 1 januari 2014) was een Nederlands schrijver, liedjesschrijver en copywriter.

## Levensloop
De Boer werd geboren in Rotterdam. De jaren daarna woonde het gezin achtereenvolgens in Hilversum, Haarlem en Rotterdam-Hillegersberg. Hij volgde de middelbare school op de Gooische HBS te Bussum. De Boer hield toen al veel van muziek, maar bespeelde geen instrument. Wel schreef hij liedjes voor schoolfeesten. Hij rondde als 20-jarige in 1948 de HBS af, daarna vervulde hij zijn militaire dienstplicht voor drie jaar.
In 1954 richtte De Boer samen met Dimitri Frenkel Frank en Hans Ferrée een Amsterdams reclame- en ideeënbureau op. In 1956 viel dit driemanschap uit elkaar. Later werd De Boer vaste medewerker van het weekblad De Tijd, waarvoor hij verhalen en columns schreef. Vanaf de jaren zestig werkte hij mee aan cabaretprogramma's en schreef teksten voor radio en televisie. Hiervoor bediende hij zich regelmatig van het pseudoniem Johnny Austerlitz. Daarnaast gebruikte hij ook de pseudoniemen: Eduard Rancune en Elly Engel.
In 1973 brak De Boer door als schrijver na het verschijnen van zijn boek De vrouw in het maanlicht en andere zonderlinge verhalen, een bundel van korte verhalen die gepaard gaan met pentekeningen van de kunstenaar Pat Andrea. Dit samenwerkingsverband leidde tot enkele andere succesvolle publicaties, zoals Het damesorkest, De kellnerin, Het herenhotel en Het Nederlands gebarenboekje. Ook als liedjesschrijver heeft De Boer meerdere successen op zijn naam staan, waarbij het commerciële Laat Me van Ramses Shaffy door enkelen als zijn meesterwerk wordt gezien. Maar ook hits als Visite van Lenny Kuhr, zij was van 1981 tot 1993 zijn levenspartner, Annabel van Hans de Booij, Op een onbewoond eiland en Ik heb zo waanzinnig gedroomd voor Kinderen voor Kinderen zijn van zijn hand. Hij heeft meer dan 700 liedteksten geschreven. Deze teksten schreef hij altijd in één nacht.
De Boer overleed op nieuwjaarsdag 2014 kort na middernacht. Hij was al geruime tijd ziek. Op 8 januari werd hij in Heeze gecremeerd.

## Prijzen

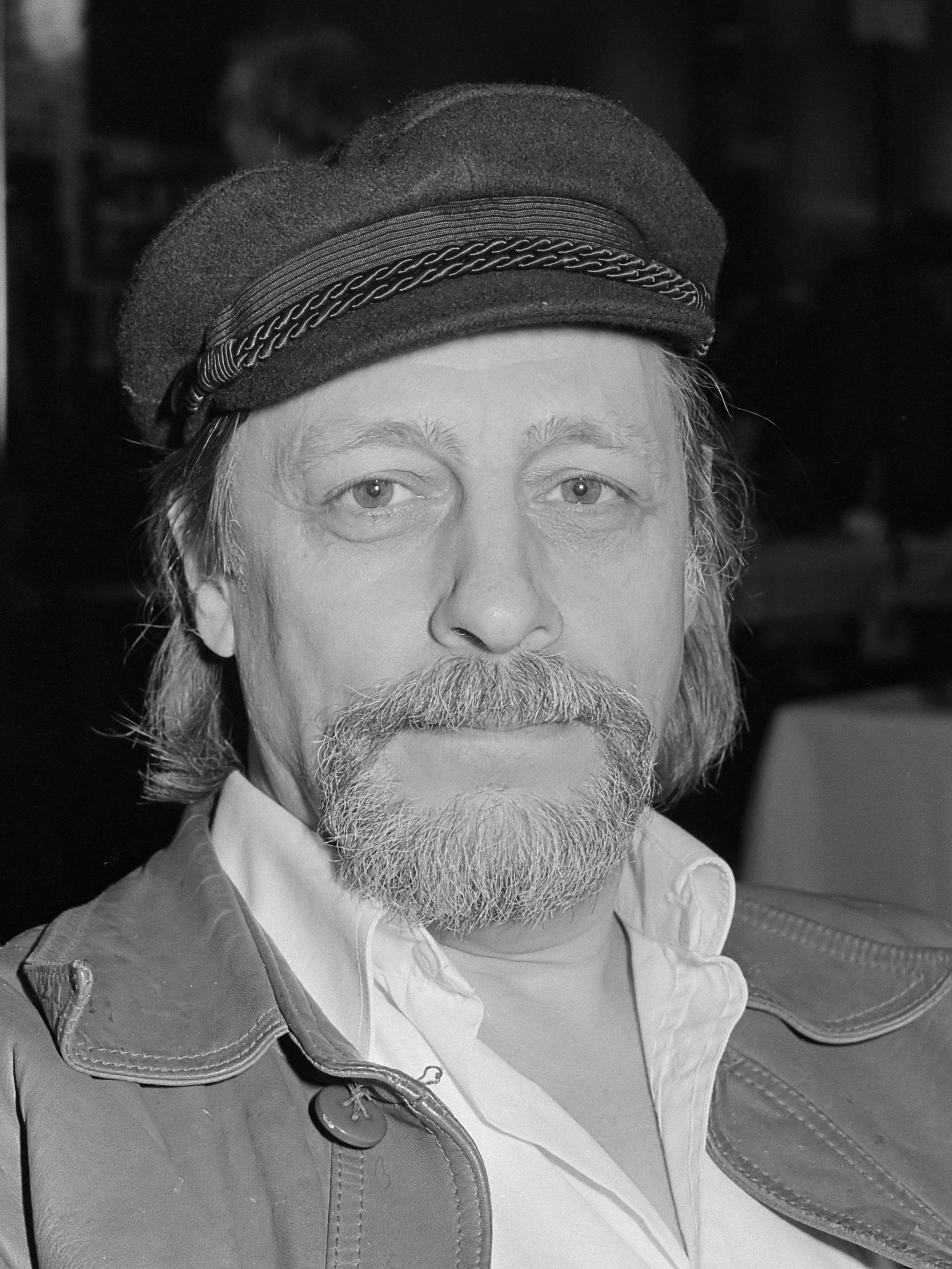
Herman Pieter de Boer (1979)

- 1976 - Cestoda-prijs
- 1978 - Lundia-rijkdom-award
- 1984 - Fradu-pen
- 2002 - Gouden Harp

## Onderscheidingen
In 2008 werd hij benoemd tot Officier in de Orde van Oranje-Nassau. In 2009 werd het nummer Op een onbewoond eiland, dat door De Boer werd geschreven met Tonny Eyk, uitgeroepen tot grootste Kinderen Voor Kinderen-klassieker.

## Oeuvre

### Radio/televisie
- 1953 - Paultje en de pinguïn (kinderhoorspel, KRO)
- 1954 - Steravond (sketches, NCRV)
- 1978/1982 - De Avonturen van Anatol (hoorspelserie, KRO)
- 1968-1969 - Nationaal Allerlei (AVRO)
- 1969-1970 - Hadimassa (VARA)
- 1971-1972 - Dat lawaai, moet dat? (tv-blijspel, AVRO/BRT)
- 1980-1981 - Een man onder het bed en 7 andere verhalen van Herman Pieter uitgezonden (tv-blijspel, Veronica Omroep Organisatie)

### Bekendste liedjes
- 1969 - Johnny en Rijk - Oh Waterlooplein - tipparade, nr. 2
- 1970 - Joke Bruijs - Okido - Nationaal Songfestival, nr. 4
- 1972 - André van Duin - Angelique - top 40, nr. 15
- 1973 - Rijk de Gooyer – Nellie v.d. Heuvel uit de 4e klas, tipparade, nr. 7
- 1976 - Conny Vandenbos - Ome Arie - top 40, nr. 11
- 1977 - André Hazes - Mamma - top 40, nr. 17
- 1977 - Conny Vandenbos - Weet je wat we doen - top 40, nr. 34
- 1978 - Ramses Shaffy - Laat me - top 40, nr. 25 (heruitgave 2009, top 40, nr. 18)
- 1980 - Kinderen voor Kinderen - Ik heb zo waanzinnig gedroomd - top 40, nr. 7
- 1980 - Kinderen voor Kinderen - Op een onbewoond eiland - top 40, nr. 33
- 1980 - Lenny Kuhr & Les Poppys - Visite - top 40, nr. 2
- 1980 - Lenny Kuhr - Maar ja - top 40, nr. 12
- 1983 - Hans de Booij - Annabel - top 40, nr. 3
- 1984 - Hans de Booij - Thuis ben - top 40, nr. 7
- 1995 - Dana Winner - Westenwind - top 40, nr. 17
- 2007 - Gerard Joling - Maar vanavond - top 40, nr. 11

### Albums waarop liedteksten van Herman Pieter de Boer staan
- 1972 - André van Duin - André Van Duin
- 1973 - Naakt over de schutting (soundtrack)
- 1974 - Conny Vandenbos - Een Vrouw Van Deze Tijd
- 1975 - Conny Vandenbos - Van Dichtbij
- 1976 - Astrid Nijgh – In Het Teken Van De Ram
- 1976 - Conny Vandenbos - Zo Wil Ik Leven
- 1977 - Conny Vandenbos - Licht En Schaduw
- 1977 - André Hazes - Zo Is Het Leven
- 1978 - Ramses Shaffy - Dag en Nacht
- 1979 - Conny Vandenbos - Over Liefde
- 1980 - Lenny Kuhr - Dromentrein
- 1980 - Boudewijn de Groot - Van een afstand
- 1980 - Conny Vandenbos - Conny Vandenbos Zingt Janis Ian
- 1981 - Kinderen voor Kinderen - Kinderen Voor Kinderen
- 1981 - Rob de Nijs - De Regen Voorbij
- 1981 - Kinderen voor Kinderen - Kinderen Voor Kinderen 2
- 1982 - Lenny Kuhr - Oog In Oog
- 1982 - Kinderen voor Kinderen - Kinderen Voor Kinderen 3
- 1983 - Hans de Booij - Hans De Booy
- 1983 - Boudewijn de Groot - Bo De Groot
- 1984 - Hans de Booij - Vermoeden Van Vrijheid
- 1984 - Kinderen voor Kinderen - Kinderen Voor Kinderen 5
- 1985 - Kinderen voor Kinderen - Kinderen Voor Kinderen 6
- 1986 - Kinderen voor Kinderen - Kinderen Voor Kinderen 7
- 1986 - Lenny Kuhr - Quo Vadis
- 1987 - Kinderen voor Kinderen - Kinderen Voor Kinderen 8
- 1988 - Danny de Munk – Geen Wereld Zonder Jou
- 1988 - Kinderen voor Kinderen - Kinderen Voor Kinderen 9
- 1989 - Willeke Alberti - Liefde Is
- 1990 - Lenny Kuhr - De Blauwe Nacht
- 1991 - Bart Kaëll - Gewoon omdat ik van je hou
- 1992 - Lenny Kuhr - Heilig Vuur
- 1994 - Dana Winner - Mijn Paradijs
- 1994 - Lenny Kuhr - Altijd Heimwee
- 1995 - Dana Winner - Regen Van Geluk
- 1996 - Dana Winner - Waar Is Het Gevoel
- 1996 - Kinderen voor Kinderen - Kinderen Voor Kinderen 17
- 1996 - Boudewijn de Groot - Een Nieuwe Herfst
- 1997 - Dana Winner - Geef Me Je Droom
- 1997 - Hermes House Band – Strak!
- 1997 - Lenny Kuhr - Gebroken Stenen
- 1997 - Lenny Kuhr - Stemmen In De Nacht
- 1999 - Dana Winner - Ergens In Mijn Hart
- 1999 - Lenny Kuhr - Oeverloze Liefde
- 2000 - Dana Winner - Licht En Liefde
- 2001 - Lenny Kuhr - Fadista
- 2003 - Kinderen voor Kinderen – De Gouden Teksten Van Herman Pieter De Boer
- 2004 - Lenny Kuhr - Op De Grens Van Jou En Mij
- 2005 - Lenny Kuhr - Panta Rhei
- 2007 - Gerard Joling - Maak me Gek
- 2022 - Lenny Kuhr - Lenny Kuhr

- Digitale Bibliotheek voor de Nederlandse Letteren: boer007
- Gemeinsame Normdatei: 171982312
- International Standard Name Identifier: 0000 0000 6329 1467
- Library of Congress Control Number: n79109074
- MusicBrainz: ba195af8-e00d-435f-ab7d-65e9caaeeb0d
- Nationale Bibliotheek van Israël: 987007460513305171
- Nederlandse Thesaurus van Auteursnamen: 06840476X
- Système universitaire de documentation: 176201653
- Virtual International Authority File: 35737438
- WorldCat: E39PBJvCJFWJrxW46Y4w7WXPQq